# АНТК Антонов
Държавно предприятие Антонов, (на украински: Державне підприємство «Антонов»), бивш Авиационен научно-технически комплекс (АНТК) „Антонов“ (на украински: Авіаційний науково-технічний комплекс імені Антонова, АНТК ім. Антонова) е комплекс за проектиране, производство и ремонт на самолети. „Антонов“ е държавно предприятие на Република Украйна в състава на военно–промишления комплекс Укроборонпром.

## История
Основан е на 31 май 1946 г. и базиран през 1952 г. в Киев, Украинска ССР. Компанията носи името на учредителя си Олег Константинович Антонов. Освен родоначалник на комплекса той е и ръководител и главен конструктор на легендарни самолети като „Ан-2“, „Ан-22“ и „Ан-24“.
За своето над 60-годишно съществуване АНТК „Антонов“ създава и модернизира десетки самолети с различен клас и предназначение. Днес авиационният комплекс притежава конструкторско бюро, голяма лаборатория, експериментален завод и летище на което се сертифицират самолетите „Ан“.

## Производство
Самолетите на Антонов са с префикса „Ан“ и пореден номер след него. Търговската дейност на АНТК „Антонов“ включва:
- строителство и производство на самолети
- превоз на товари чрез „Авиолинии Антонов“
- поддръжка и подобряване на самолети
- операционни дейности на летище „Антонов“ в град Гостомел
- конструиране и производство на тролеи